# Huggvärja

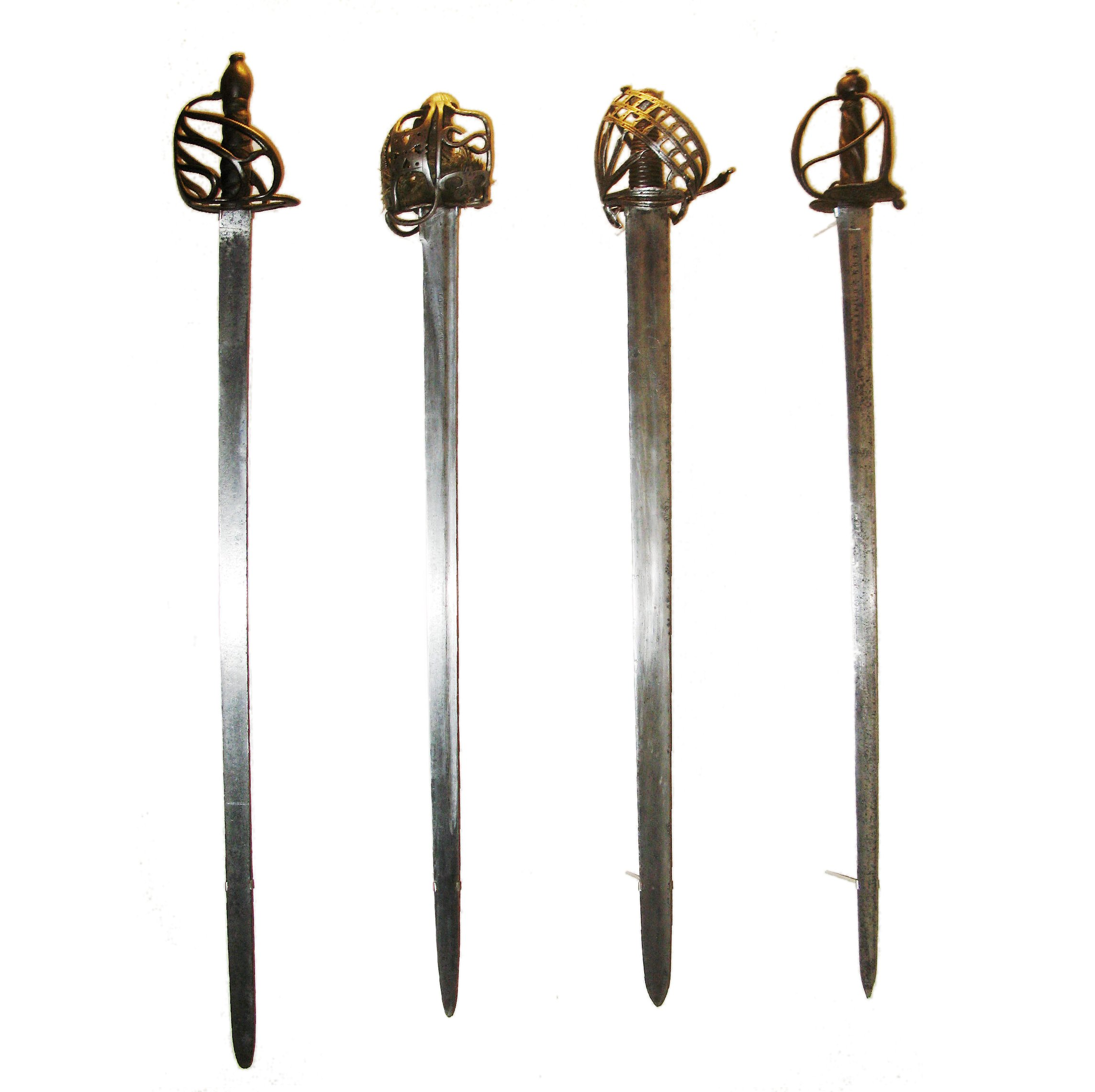
Huggvärjor från senare delen av 1600-talet/tidigare delen av 1700-talet.
Från vänster:
- engelsk tung kavallerivärja
- skotsk claymore
- venetiansk schiavona
- schweizisk kavallerivärja

Huggvärja är ett kraftigt svärdsliknande dubbeleggat blankvapen ofta med korgformat fäste för handen (se bilden). Vapnet användes främst av kavalleriet som attackvapen.
Den användes sällan vid fäktning, möjligtvis för att slå undan en fiendes lans eller sabel. Huggvärjan skiljer sig från svärdet genom att den meterlånga klingan är smalare för att lättare penetrera olika skydd som fienden bär på.
Den var ett hugg- och stickvapen. Tyngden och dubbelslipningen gjorde att den var effektiv åt båda hållen oavsett om ett hugg eller stick hade utdelats. Hugg kunde utdelas horisontellt, vertikalt eller ett mellanting av båda. Vid en horisontell rörelse kunde soldaten svinga huggvärjan fram och tillbaka och ha slagkraft i hela rörelsen. Tyngden innebar även att de flesta slags personlig bepansring kunde genomträngas.

## I litteraturen
Följden blef ock den, att en ny reglementerad modell för huggvärja för sjöofficerare och underbefäl inom flottan blef fastställd och sjökrigaren erhöll ett verkligt anfalls- och försvarsvapen, i stället för den löjeväckande och odugliga paradvärja, han förut burit, mera till »lyst«, än på allvar.
Ur Fältskärns berättelser, (1899-1901) av Zacharias Topelius:
Ur ladan trädde då en ung man i grå bondjacka och med dragen värja – en af dessa långa huggvärjor, som den tiden utgjorde karolinernes älsklingsvapen – kort sagdt, den unge Elias Pehrson själf.
Ur Karolinerna av Verner von Heidenstam
Kring båren, bredvid vilken konungen nedstuckit sin huggvärja i marken, lade sig ett ögonblick generalerna i sina kappor, och Piper satt på en trumma med ryggen mot ett träd.
Ur Svenska öden och äfventyr, (1907) av August Strindberg
Åter plaskade det i snöslasket, en huggvärja skramlade, en läderväska på en blå rock med gula knappar skymtade och försvann.

## Andra benämningar
Huggare, pamp, pallasch, plit och svissare är benämningar som använts i stället för huggvärja.